# Agrotisia evelinae
Agrotisia evelinae là một loài bướm đêm trong họ Noctuidae.